# Makanya
Makanya ist ein Verwaltungsbezirk (Ward) des Distrikts Same in der tansanischen Region Kilimandscharo.

## Geografie
Makanya liegt im Nordosten von Tansania am Westrand des Pare-Gebirges, zum größten Teil auf einer Ebene zwischen 600 und 700 Meter über dem Meeresspiegel nur im Osten steigt das Land zum Pare-Gebirge an. Die Distrikthauptstadt Same liegt 30 Kilometer Luftlinie nördlich. Der größte Fluss ist der Makanya, der ein Einzugsgebiet von 320 Quadratkilometer hat und das Pare-Gebirge östlich der Stadt Makanya entwässert.
Das Klima in Makanya ist ein lokales Steppenklima, BSh nach der effektiven Klimaklassifikation. Im Jahresdurchschnitt fallen 518 Millimeter Regen mit einer Spitze von 95 Millimeter im April. Die Monate Juni bis September sind sehr trocken mit Niederschlägen um 10 Millimeter. Die Durchschnittstemperatur schwankt zwischen 20,2 Grad Celsius im Juli und 26,1 Grad im Februar.
Der Bezirk grenzt im Norden an Bangalala, im Osten an Chome, Tae und Suji, im Südosten an Gavao-Saweni, im Südwesten an Mabilioni und im Westen an Ruvu. Bei der Volkszählung 2022 lebten 12.980 Menschen in 3285 Haushalten auf einer Fläche von 437 Quadratkilometern.

## Gliederung
Der Bezirk besteht aus drei Gemeinden (Mtaa) mit 17 Orten (Kitongoji):
| Makanya - Nkwin - Kwesasu King’ore - Suji Kitivo - Makanya A - Makanya B - Makanya C - Makanya D - Makanya E - Chankoko/Naivoli | Mgwasi - Vudee - Msanga - Maji Ya Chome - Mgwasi - Hekapombe | Kasapo - Kimunyu - Mwanya - Kasapo |

## Wirtschaft und Infrastruktur
- Bildung: Die Kweulasi Secondary School und die Mdando Secondary School sind staatliche weiterführende Schulen mit einer Ausbildung für  Mädchen und Burschen bis zur 4. Stufe.[10][11]
- Gesundheit: In Makanya befindet sich ein staatliches Gesundheitszentrum.[12] Außerdem gibt es in der Stadt Makanya eine staatliche[13] und eine private Apotheke[14] sowie eine staatliche Apotheke in Kasapo.[15]
- Bergbau: Im Bezirk wird Gips abgebaut, der zu einem Zementwerk in Tanga transportiert wird.[16]
- Wasser: Im Jahr 2022 wurde ein Wasserversorgungsprojekt realisiert, bei dem Makanya mit einer über fünf Kilometer langen Leitung an den Druckbehälter Kinko angeschlossen wurde.[17]
- Eisenbahn: Makanya hat einen Bahnhof an der Usambarabahn.[18]
- Straße: Die asphaltierte Nationalstraße T2 verbindet den Bezirk mit Same und Moshi im Norden und mit Tanga im Süden.[19]